# Drugi rząd Stanleya Baldwina

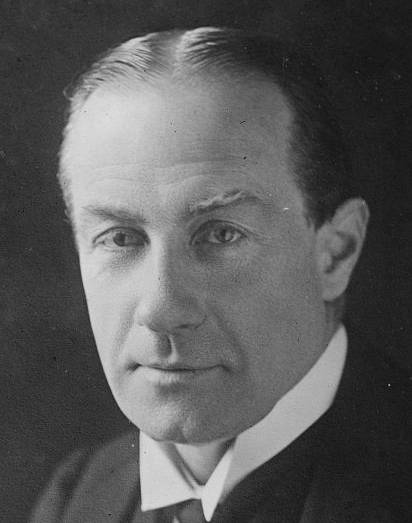
Stanley Baldwin, premier, pierwszy lord skarbu, przewodniczący Izby Gmin

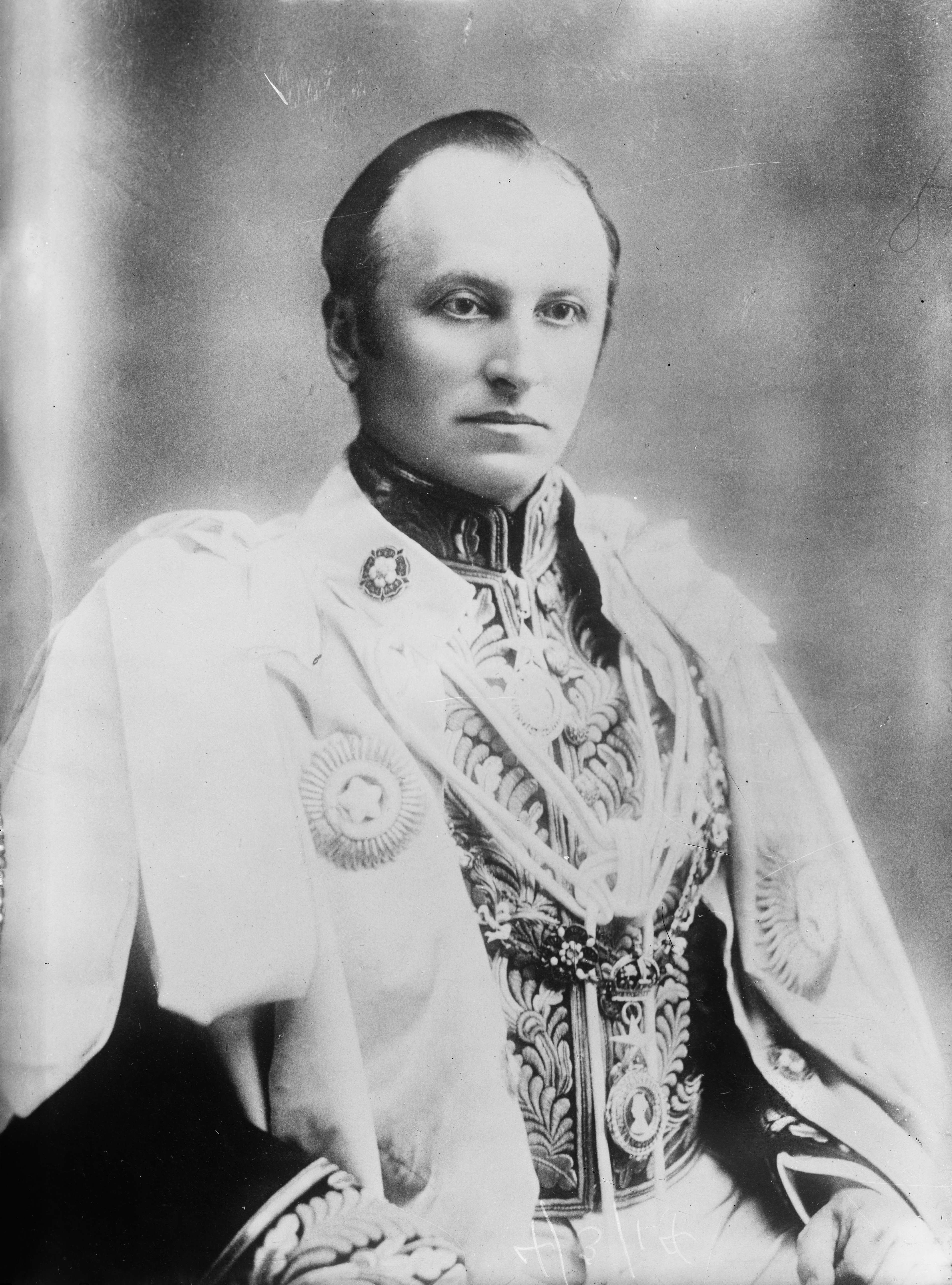
Markiz Curzon of Kedleston, lord przewodniczący Rady, przewodniczący Izby Lordów

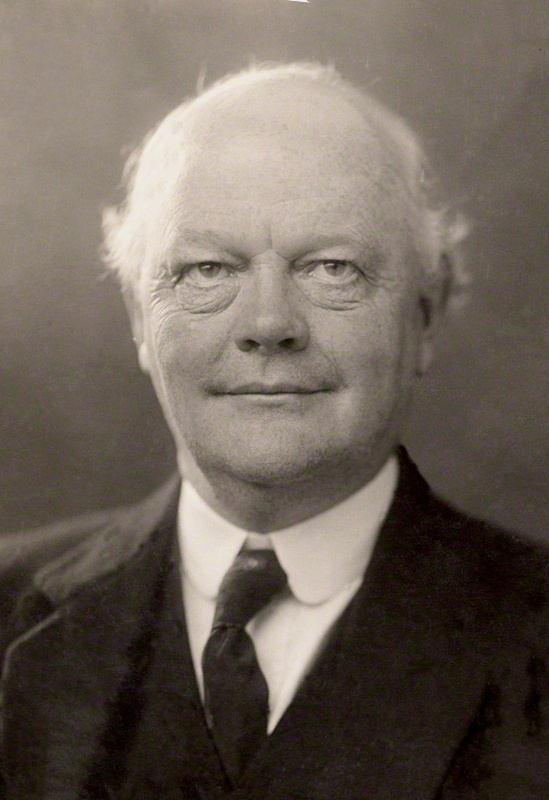
Baron Hailsham, prokurator generalny, lord kanclerz

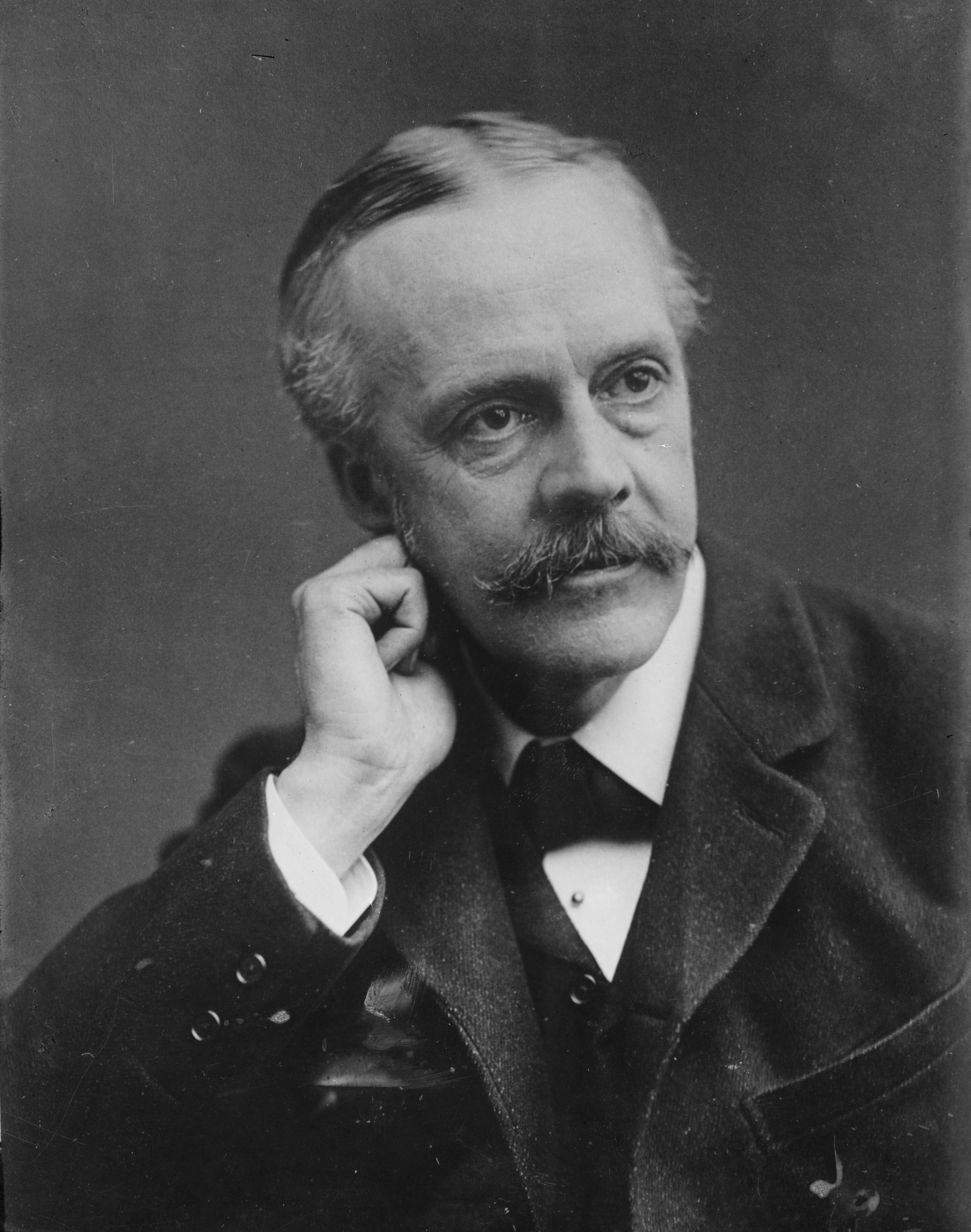
Hrabia Balfour, lord przewodniczący Rady

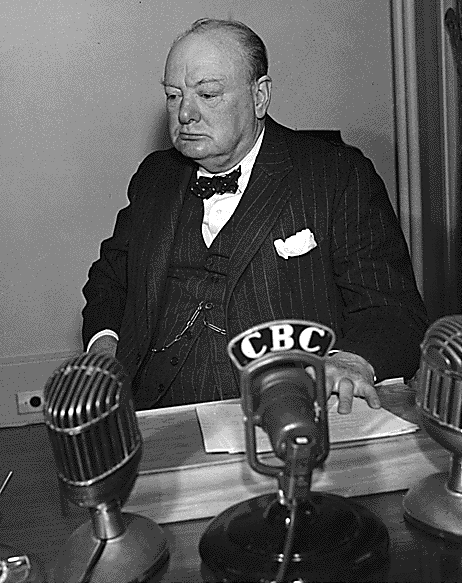
Winston Churchill, kanclerz skarbu

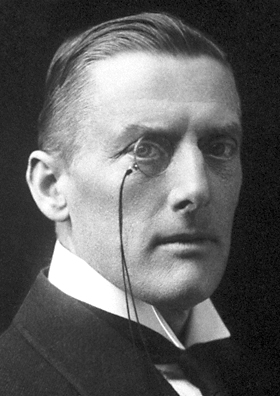
Austen Chamberlain, minister spraw zagranicznych

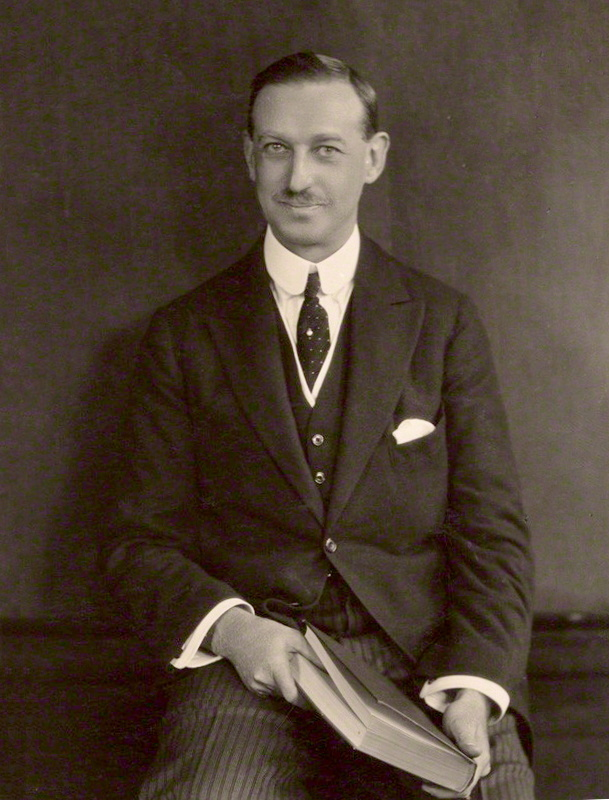
Hrabia Stanhope, cywilny lord Admiralicji

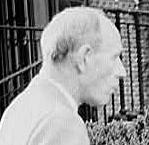
Edward Wood, minister rolnictwa i rybołówstwa

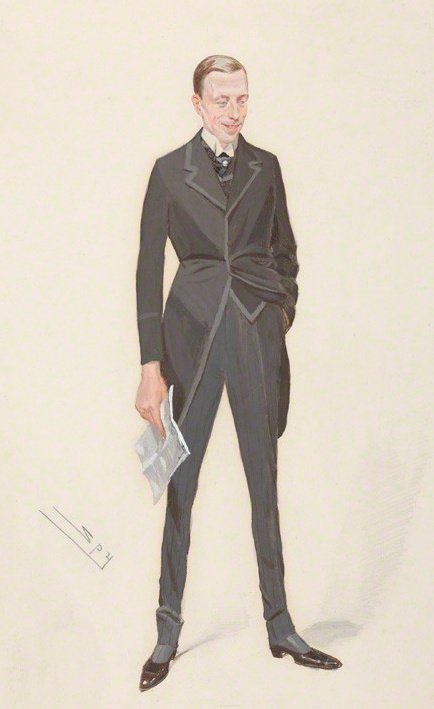
Hrabia Winterton, podsekretarz stanu w ministerstwie ds. Indii

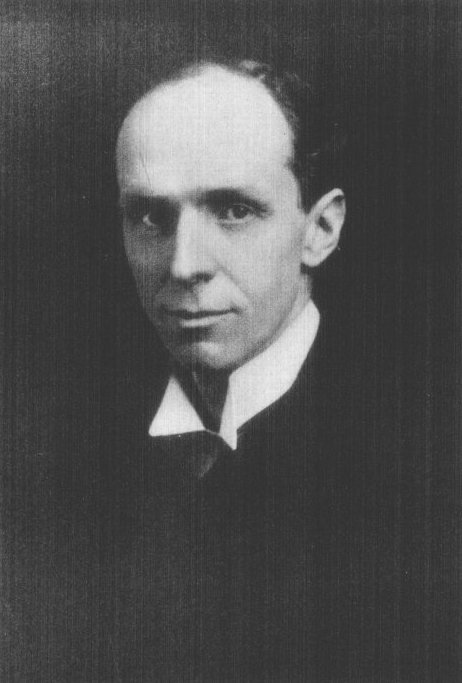
Wicehrabia Cecil of Chelwood, kanclerz Księstwa Lancaster

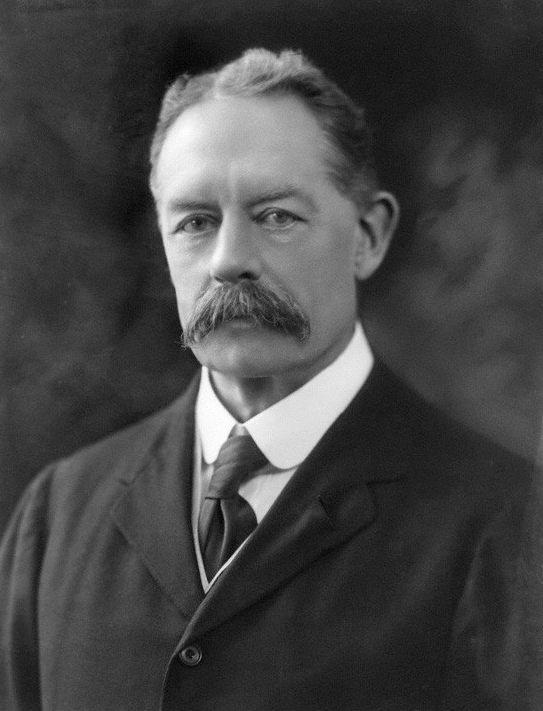
Baron Desborough, kapitan Ochotników Gwardii

Drugi rząd Stanleya Baldwina – drugi rząd Partii Konserwatywnej pod przewodnictwem Stanleya Baldwina powstał 4 listopada 1924 r. i przetrwał do 4 czerwca 1929 r.
Członków ścisłego gabinetu wyróżniono tłustym drukiem.

## Skład rządu
| Urząd                                                           | Imię i nazwisko | Kadencja                                                                   |
| --------------------------------------------------------------- | --- | -------------------------------------------------------------------------- |
| Premier Pierwszy lord skarbu Przewodniczący Izby Gmin           | Stanley Baldwin | 1924–1929                                                                  |
|                                                                 | |                                                                            |
| Przewodniczący Izby Lordów                                      | George Curzon, 1. markiz Curzon of Kedleston James Gascoyne-Cecil, 4. markiz Salisbury | 1924–1925 1925–1929                                                        |
| Lord kanclerz                                                   | George Cave, 1. wicehrabia Cave Douglas Hogg, 1. wicehrabia Hailsham | 1924–1928 1928–1929                                                        |
| Lord przewodniczący Rady                                        | George Curzon, 1. markiz Curzon of Kedleston Arthur Balfour, 1. hrabia Balfour | 1924–1925 1925–1929                                                        |
| Lord tajnej pieczęci                                            | James Gascoyne-Cecil, 4. markiz Salisbury | 1924–1929                                                                  |
| Kanclerz skarbu                                                 | Winston Churchill | 1924–1929                                                                  |
| Parlamentarny sekretarz skarbu                                  | Bolton Eyres-Monsell | 1924–1929                                                                  |
| Finansowy sekretarz skarbu                                      | Walter Guinness Ronald McNeill Arthur Samuel | 1924–1925 1925–1927 1927–1929                                              |
| Młodsi lordowie skarbu                                          | George Hennessy Edward Stanley, lord Stanley Frederick Thomson William Cope Francis Curzon David Margesson George Bowyer Frederick Penny William Cavendish-Bentinck, markiz Titchfield Euan Wallace | 1924–1925 1924–1927 1924–1928 1924–1929 1926–1929 1927–1929 1928–1929 1929 |
| Minister spraw zagranicznych                                    | Austen Chamberlain | 1924–1929                                                                  |
| Podsekretarz stanu w ministerstwie spraw zagranicznych          | Ronald McNeill Godfrey Locker-Lampson | 1924–1925 1925–1929                                                        |
| Minister spraw wewnętrznych                                     | William Joynson-Hicks | 1924–1929                                                                  |
| Podsekretarz stanu w ministerstwie spraw wewnętrznych           | Godfrey Locker-Lampson Douglas Hacking Vivian Henderson | 1924–1925 1925–1927 1927–1929                                              |
| Pierwszy lord Admiralicji                                       | William Bridgeman | 1924–1929                                                                  |
| Parlamentarny i finansowy sekretarz przy Admiralicji            | John Davidson Cuthbert Headlam | 1924–1926 1926–1929                                                        |
| Cywilny lord Admiralicji                                        | James Stanhope, 7. hrabia Stanhope | 1924–1929                                                                  |
| Minister rolnictwa i rybołówstwa                                | Edward Wood Walter Guinness | 1924–1925 1925–1929                                                        |
| Parlamentarny sekretarz w ministerstwie rolnictwa i rybołówstwa | Charles Bathurst, 1. baron Bledisloe George Rous, 3. hrabia Stradbroke | 1924–1928 1928–1929                                                        |
| Minister lotnictwa                                              | Samuel Hoare | 1924–1929                                                                  |
| Podsekretarz stanu w ministerstwie lotnictwa                    | Philip Sassoon | 1924–1929                                                                  |
| Minister ds. kolonii                                            | Leo Amery | 1924–1929                                                                  |
| Podsekretarz stanu w ministerstwie ds. kolonii                  | William Ormsby-Gore | 1924–1929                                                                  |
| Minister ds. dominiów                                           | Leo Amery | 1925–1929                                                                  |
| Podsekretarz stanu w ministerstwie ds. dominiów                 | George Villiers, 6. hrabia Clarendon Simon Fraser, 14. lord Lovat Ivor Windsor-Clive, 2. hrabia Plymouth                                                                                            | 1925–1927 1927–1929 1929                                                   |
| Przewodniczący Rady Edukacji                                    | lord Eustace Percy | 1924–1929                                                                  |
| Parlamentarny sekretarz przy Radzie Edukacji                    | Katharine Stewart-Murray, księżna Atholl | 1924–1929                                                                  |
| Minister zdrowia                                                | Neville Chamberlain | 1924–1929                                                                  |
| Parlamentarny sekretarz w ministerstwie zdrowia                 | Kingsley Wood | 1924–1929                                                                  |
| Minister ds. Indii                                              | Frederick Smith, 1. hrabia Birkenhead William Peel, 2. wicehrabia Peel | 1924–1928 1928–1929                                                        |
| Podsekretarz stanu w ministerstwie ds. Indii                    | Edward Turnour, 6. hrabia Winterton | 1924–1929                                                                  |
| Minister pracy                                                  | Arthur Steel-Maitland | 1924–1929                                                                  |
| Parlamentarny sekretarz w ministerstwie pracy                   | Henry Betterton | 1924–1929                                                                  |
| Kanclerz Księstwa Lancaster                                     | Robert Cecil, 1. wicehrabia Cecil of Chelwood Ronald McNeill, 1. baron Cushendun | 1924–1927 1927–1929                                                        |
| Paymaster-General                                               | George Sutherland-Leveson-Gower, 5. książę Sutherland Richard Onslow, 5. hrabia Onslow | 1925–1928 1928–1929                                                        |
| Minister emerytur                                               | George Tryon | 1924–1929                                                                  |
| Parlamentarny sekretarz w ministerstwie emerytur                | George Frederick Stanley | 1924–1929                                                                  |
| Poczmistrz generalny                                            | William Mitchell-Thomson | 1924–1929                                                                  |
| Asystent poczmistrza generalnego                                | Roundell Palmer, wicehrabia Wolmer | 1924–1929                                                                  |
| Minister ds. Szkocji                                            | John Gilmour | 1924–1929                                                                  |
| Parlamentarny sekretarz w ministerstwie ds. Szkocji             | Walter Elliot | 1924–1929                                                                  |
| Przewodniczący Zarządu Handlu                                   | Philip Cunliffe-Lister | 1924–1929                                                                  |
| Parlamentarny sekretarz przy Zarządzie Handlu                   | Robert Burton-Chadwick Herbert Williams | 1924–1928 1928–1929                                                        |
| Sekretarz handlu zamorskiego                                    | Arthur Samuel Douglas Hacking | 1924–1927 1927–1929                                                        |
| Sekretarz ds. kopalń                                            | George Lane-Fox Henry Douglas King | 1924–1928 1928–1929                                                        |
| Minister transportu                                             | Wilfrid Ashley | 1924–1929                                                                  |
| Parlamentarny sekretarz w ministerstwie transportu              | John Moore-Brabazon | 1924–1927                                                                  |
| Minister wojny                                                  | Laming Worthington-Evans | 1924–1929                                                                  |
| Podsekretarz stanu w ministerstwie wojny                        | Richard Onslow, 5. hrabia Onslow George Sutherland-Leveson-Gower, 5. książę Sutherland | 1924–1928 1928–1929                                                        |
| Finansowy sekretarz w ministerstwie wojny                       | Henry Douglas King Duff Cooper | 1924–1928 1928–1929                                                        |
| Pierwszy komisarz ds. prac publicznych                          | William Peel, 2. wicehrabia Peel Charles Vane-Tempest-Stewart, 7. markiz Londonderry | 1924–1928 1928–1929                                                        |
| Prokurator generalny                                            | Douglas Hogg Thomas Inskip | 1924–1928 1928–1929                                                        |
| Radca generalny Anglii i Walii                                  | Thomas Inskip Frank Merriman | 1924–1928 1928–1929                                                        |
| Lord adwokat                                                    | William Watson Alexander Munro MacRobert | 1924–1929 1929                                                             |
| Solicitor General dla Szkocji                                   | David Fleming Alexander Munro MacRobert Wilfrid Normand | 1924–1925 1925–1929 1929                                                   |
| Skarbnik Dworu Królewskiego                                     | George Gibbs George Hennessy | 1924–1928 1928–1929                                                        |
| Kontroler Dworu Królewskiego                                    | Harry Barnston William Cope | 1924–1928 1928–1929                                                        |
| Wiceszambelan Dworu Królewskiego                                | Douglas Hacking George Hennessy Frederick Thomson | 1924–1925 1925–1928 1928–1929                                              |
| Kapitan Gentelmen-at-Arms                                       | George Villiers, 6. hrabia Clarendon Ivor Windsor-Clive, 2. hrabia Plymouth George Bingham, 5. hrabia Lucan                                                                                         | 1924–1925 1925–1929 1929                                                   |
| Kapitan Ochotników Gwardii                                      | William Grenfell, 1. baron Desborough | 1924–1929                                                                  |
| Lord-in-waiting                                                 | Henry Gage, 6. wicehrabia Gage Arthur Somers-Cocks, 6. baron Somers George Bingham, 5. hrabia Lucan David Ogilvy, 12. hrabia Airlie Arthur Chichester, 4. baron Templemore                          | 1924–1929 1924–1926 1924–1929 1926–1929 1929                               |